# 川端俊之
川端 俊之（かわばた としゆき、1962年7月11日 - ）は日本のアニメ映画のプロデューサー。東京都出身。

## 経歴
日本アニメーションを経て1991年にスタジオジブリに移籍。

## 代表作

### テレビ
| 期間         | 期間           | 番組名                   | 制作（放送局）                 | 役職     |
| ------------ | -------------- | ------------------------ | ------------------------------ | -------- |
| 1984年7月7日 | 1984年12月28日 | ふしぎなコアラブリンキー | フジテレビ 日本アニメーション  | 制作進行 |
| 1985年1月6日 | 1985年12月29日 | 小公女セーラ             | フジテレビ 日本アニメーション  | 制作進行 |
| 1993年5月5日 | 1993年5月5日   | 海がきこえる             | 徳間書店 日テレ スタジオジブリ | 制作担当 |

### 映画
| 公開年 | 公開年   | 作品名                        | 制作（配給）                                                                                    | 役職                       |
| ------ | -------- | ----------------------------- | ----------------------------------------------------------------------------------------------- | -------------------------- |
| 1988年 | 4月16日  | となりのトトロ                | 徳間書店 スタジオジブリ （東宝）                                                                | 製作デスク                 |
| 1989年 | 7月29日  | 魔女の宅急便                  | 徳間書店 ヤマト運輸 日テレ スタジオジブリ （東映）                                              | 製作デスク                 |
| 1991年 | 7月20日  | おもひでぽろぽろ              | 徳間書店 日テレ 博報堂 スタジオジブリ （東宝）                                                  | 製作デスク                 |
| 1992年 | 7月18日  | 紅の豚                        | 徳間書店 JAL 日テレ スタジオジブリ （東宝）                                                     | 製作デスク                 |
| 1994年 | 7月16日  | 平成狸合戦ぽんぽこ            | 徳間書店 日テレ 博報堂 スタジオジブリ （東宝）                                                  | 製作デスク                 |
| 1995年 | 7月15日  | 耳をすませば                  | 徳間書店 日テレ 博報堂 スタジオジブリ （東宝）                                                  | 制作チーフ                 |
| 1995年 | 7月15日  | On Your Mark〜ジブリ実験劇場  | 徳間書店 日テレ 博報堂 スタジオジブリ （東宝）                                                  | 制作チーフ                 |
| 1997年 | 7月12日  | もののけ姫                    | 徳間書店 日テレ 電通 スタジオジブリ （東宝）                                                    | 制作担当                   |
| 1999年 | 7月17日  | ホーホケキョ となりの山田くん | 徳間書店 スタジオジブリ ウォルト・ディズニー・カンパニー 日テレ 博報堂 （松竹）                 | 制作チーフ                 |
| 2001年 | 7月20日  | 千と千尋の神隠し              | 徳間書店 スタジオジブリ ウォルト・ディズニー・カンパニー 日テレ 電通 東北新社 三菱商事 （東宝） | 制作業務デスク             |
| 2002年 | 7月20日  | 猫の恩返し                    | 徳間書店 スタジオジブリ ウォルト・ディズニー・カンパニー 日テレ 博報堂 三菱商事 （東宝）        | 制作業務デスク             |
| 2004年 | 11月20日 | ハウルの動く城                | 徳間書店 スタジオジブリ ウォルト・ディズニー・カンパニー 日テレ 電通 三菱商事 （東宝）          | ポストプロダクションデスク |